# 금속 탐지기

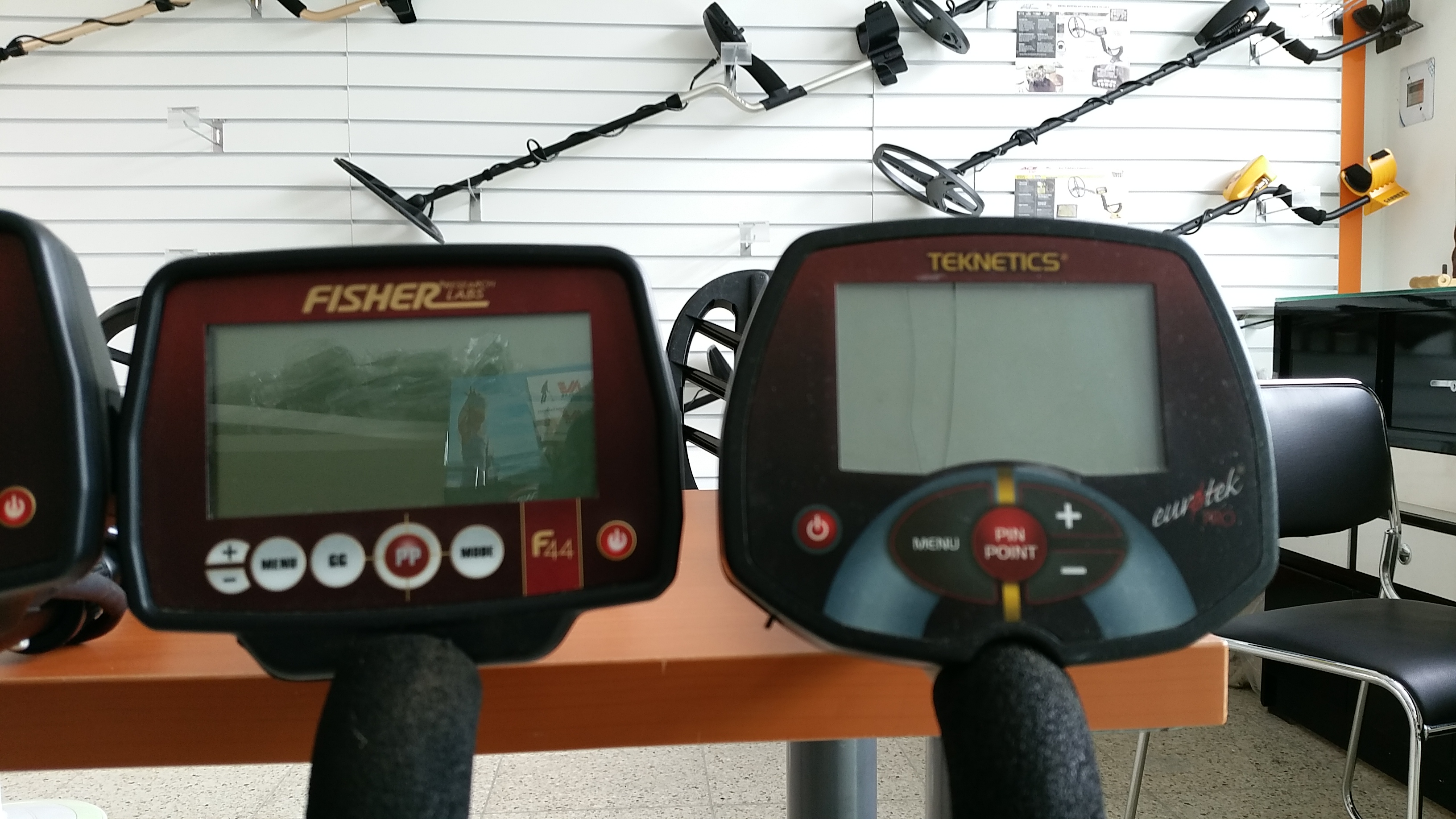
금속탐지기

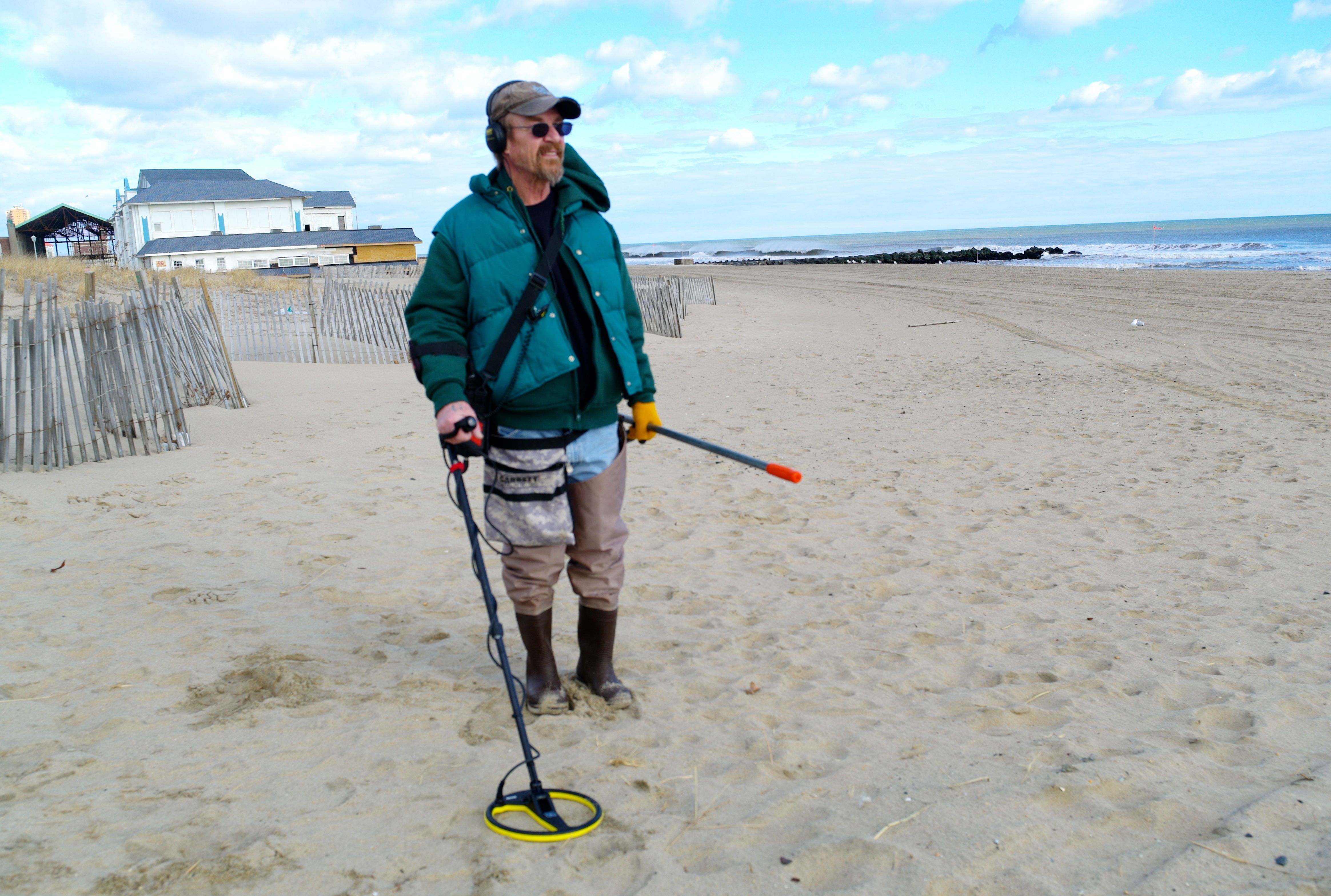
탐지하는 장면

금속 탐지기(金屬探知器, 영어: metal detector)는 전자기유도와 맴돌이 전류를 이용하여 쉽게 보이는 금속 물질을 탐지하기 위해 만든 도구이다. 교류 전류가 흐르는 코일에 의해 자기장이 발생하면, 그에 의해 금속에 맴돌이 전류가 발생한다. 금속탐지기는 이 맴돌이 전류에 의해 발생된 자기장을 이용하여 금속을 탐지한다. 현대에 이르러 금속탐지기는 지뢰 제거, 공항 등에서의 무기 탐지, 고고학, 보물 사냥, 지진 탐구 그리고 식품에서의 이물질 감자 등 다양한 분야에서 사용된다.

## 역사
금속탐지기는 일찍이 19세기 말에 광산개발을 위해 만들어졌다. 최초의 금속탐지기는 미국의 발명가 알렉산더 그레이엄 벨에 의해 만들어졌다. 1881년 7월 2일, 미국의 대통령인 제임스 A. 가필드는 모교 윌리엄스 대학 방문 중 개인적인 원한을 산 찰스 기토에게 저격을 당했다. 그의 몸에 박힌 납 탄환 때문에 그의 건강이 악화되었는데, 의사들은 이 탄환을 찾지 못했다. 벨은 금속 탄환을 찾기 위해 금속탐지기를 급조했다. 그의 장치는 테스트에서는 잘 작동했지만 탄환을 찾는 데에는 장치의 오작동으로 인해 실패했다. 벨은 대통령이 누워있던 침대의 뼈대가 금속이기 때문에 금속 재질이 아닌 침대로 올려달라고 부탁했지만 무시당했다. 가필드 대통령은 결국 패혈증으로 세상을 떠났다.
독일의 발명가 게르하르트 피셔는 1920년대에 정확한 항해를 위해 전파를 이용한 무선 방향 탐지 장치를 연구하고 있었다. 피셔는 그의 발명품이 광석이 많은 지역에서 오작동하는 것을 보고 금속을 탐지하는 것이 가능하다고 생각했다. 그리고 그는 1925년에 최초의 휴대용 금속탐지기를 개발하여 최초로 금속탐지기에 대한 특허를 얻었다. 1931년, 피셔는 금속탐지기를 땅 속에 묻힌 작은 물체를 찾아내거나 광맥을 찾아낼 수 있도록 개량하여 최초로 상업적으로 판매했으며, 대량생산했다.
제2차 세계 대전 때 폴란드의 기술자이자 통신 장교인 Józef Stanisław Kosacki는 1941년 금속탐지기를 개량하여 폴란드 지뢰 탐지기를 고안했다. 그는 이 기술을 영국에 선물했고 그의 탐지기는 약 500대가 El Alamein전투에 처음으로 투입되어 영국군의 속도를 두 배가량 높일 수 있었다. 폴란드 지뢰 탐지기는 2차대전 동안 10만 대 이상 생산되었으며, 개량된 형태도 개발되었다.

## 작동 원리
금속탐지기는 한 쌍의 탐지 코일과 제어를 위한 전자회로로 구성되어 있다. 코일에 교류 전류를 흘려주면 코일에 주기적으로 변하는 자기장이 발생한다. 코일 아래에 금속 물질이 있을 경우 변하는 자기장에 의해 와전류가 유도된다. 유도된 와전류에 의해 금속 물질이 자기장을 발생시킨다. 금속탐지기는 이 자기장의 변화를 감지하여 금속 물질을 감지하는 것이다.

### 비트 주파수 발진기(BFO) 방식
비트 주파수 발진기 방식은 구조가 간단하여 제작 및 판매 비용이 저렴하다. 그러나 저주파나 펄스 유도 방식과는 달리 정확도가 떨어지고 미세한 조정이 불가능하다. 주로 작은 휴대용 탐지기로 사용된다.
BFO방식의 금속탐지기에는 두 개의 코일과 각각의 코일에 연결된 발진기로 이루어져 있다. 코일 하나는 탐지용으로 탐지기에 있고, 다른 하나는 제어기 내부에 위치해 있다. 두 발진기에서 발생시키는 주파수는 차이가 있어 맥놀이가 발생한다. 따라서 탐지 코일과 제어기 내부 코일의 신호를 더한 후 저역 통과 필터에 통과시키면 인간이 들을 수 있는 맥놀이 성분만 얻을 수 있다. 그런데 탐지 코일 아래에 금속 물체가 있으면 금속 물체에 유도되는 자기장에 의해 탐지 코일에 흐르는 교류의 주파수에 교란이 일어나 맴돌이의 주파수가 변한다. 따라서 사용자가 듣는 소리의 주파수가 변하게 되는 것이다.

### 저주파(VLF) 방식
저주파 방식은 현재 가장 많이 쓰이는 형태의 금속탐지기이다. 두 개의 동심원 코일로 이루어져 있는데, 바깥쪽 코일이 발신기, 안쪽 코일이 수신기 역할을 한다. 발신 코일에 교류 전류를 흘려 주면 주기적인 자기장이 발생한다. 이 자기장에 의해 금속 물체에 자기장이 유도된다. 수신 코일은 발신 코일의 영향을 받지 않도록 차폐되어 있기 때문에 금속 물체에 유도된 자기장만을 수신한다.
저주파 방식의 가장 큰 특징은 위상 차이를 이용하여 금속 물체를 구분할 수 있다는 것이다. 금속의 전기적 특징 중에는 저항과 인덕턴스가 있는데, 이 두 값에 따라 유도되는 자기장의 위상 변화가 달라진다. 저주파 방식의 금속탐지기는 이 위상 변화가 어느 정도 이상이거나 어떤 범위 내에 있는 신호만을 걸러내어 탐지된 금속 물체들을 구별해 낼 수 있다.

### 펄스 유도(PI) 방식
펄스 유도 방식은 코일 하나로 발신과 수신을 동시에 하도록 되어 있다. 코일에 짧은 펄스를 보내면 펄스가 끝날 때 아주 짧은 유도전류가 발생한다. 아래에 금속이 있으면 금속에 유도된 자기장 때문에 유도전류가 조금 길어진다. 마치 텅 빈 방에 소리를 지르면 몇 번만 메아리가 생기지만 딱딱한 물체가 많은 방에 소리를 지르면 메아리가 오래 가는 것과 비슷하다.

## 이용

### 공항의 금속 탐지기
1969년 12월 11일, 강릉에서 서울로 향하던 대한항공 소속 여객기가 공중에서 납치되어 북한으로 끌려간 사건이 벌어졌었다. 이 사건 이후로 국내의 모든 공항에 금속탐지기가 설치되었다. 대한민국 공항에서 승객에 대한 보안 검색 업무가 본격적으로 강화된 것은 이때부터였다.
공항에서 보안검색용 금속탐지기가 사용되기 시작한 것은 1960년대로 거슬러 올라간다. 가장 먼저 도입한 나라는 핀란드이다. 당시 하이잭 사건이 빈번하여 골머리를 썩이던 항공회사가 거대한 원통형 금속탐지기를 공항에 설치한 것이 그 시초라고 전한다.
핀란드에는 현재 7개의 항공사가 있으나 1960년대에 있었던 항공사는 1923년에 설립된 핀에어가 유일하다. 즉 세계에서 제일 먼저 공항에 금속탐지기를 설치한 항공사는 핀에어로 당시부터 허브로 사용해온 헬싱키 반따공항이 첫 금속탐지기 설치공항이 되는 셈이다.
오늘날 모든 공항이나 대사관, 법원 등 보안이 요구되는 장소에는 문형 금속 탐지기가 설치되어 있는데 대부분 1,965mm X 720mm에서 2,050mm X 720mm에 이르기까지의 규격으로 높이가 2m 안팎이다.

### 지뢰 탐지기
지뢰 탐지기도 공항의 금속 탐지기와 같은 원리로 땅속에 묻혀 있는 금속의 폭탄이나 지뢰를 찾아낸다. 보통 GPR(Ground Penetrating Radar)이라고 하는데 땅표면 근처까지 침투할 수 있는 UHF/VHF 영역의 주파수를 쏴서 반사되는 파를 분석한 후 땅속에 무엇이 숨겨져 있는지 파악하는 방식이다.

### 기업체에서의 산업기밀 유출 검색
기업체에서의 산업기밀 유출을 방지하기 위해 휴대물품 중 정보자산을 저장할 수 있는 물건(휴대용 HDD, USB 등)을 검색하기 위해 사용한다. 공항이나 대사관 등 테러를 방지하기 위해 사용할 경우 외부에서 내부로 들어갈 때 검색하는 것과 반대로 내부에서 외부로 나갈 때 검색을 실시한다.

## 같이 보기
- 패러데이

## 참고 문헌
- "The History of Landmines" by Mike Croll published in Great Britain in 1998 by Leo Cooper, Pen & Sword Books Ltd. ISBN 0-85052-268-0 {{isbn}}의 변수 오류: 유효하지 않은 ISBN.